# Château de Caze
Pour les articles homonymes, voir Caze.
Le château de Caze est un ensemble de bâtiments anciens médiévaux situé dans la commune de Saint-Sulpice-de-Guilleragues, dans le département de la Gironde en France.

## Localisation
Les vestiges du château sont situés dans l'ouest du territoire communal, le long d'une route vicinale qui mène de la route départementale D668 (La Réole - Monségur) au bourg.

## Historique
Du château construit à l'origine au XIVe siècle ne subsistent que deux fragments de tours rondes qui faisaient partie de l'enceinte ; les bâtiments adjacents sont plus récents comme le montrent les fenêtres à ogives ou meneaux.

L'édifice est inscrit au titre des monuments historiques  par arrêté du 6 septembre 2007 pour les vestiges de tours de son enceinte.

## Notes et références

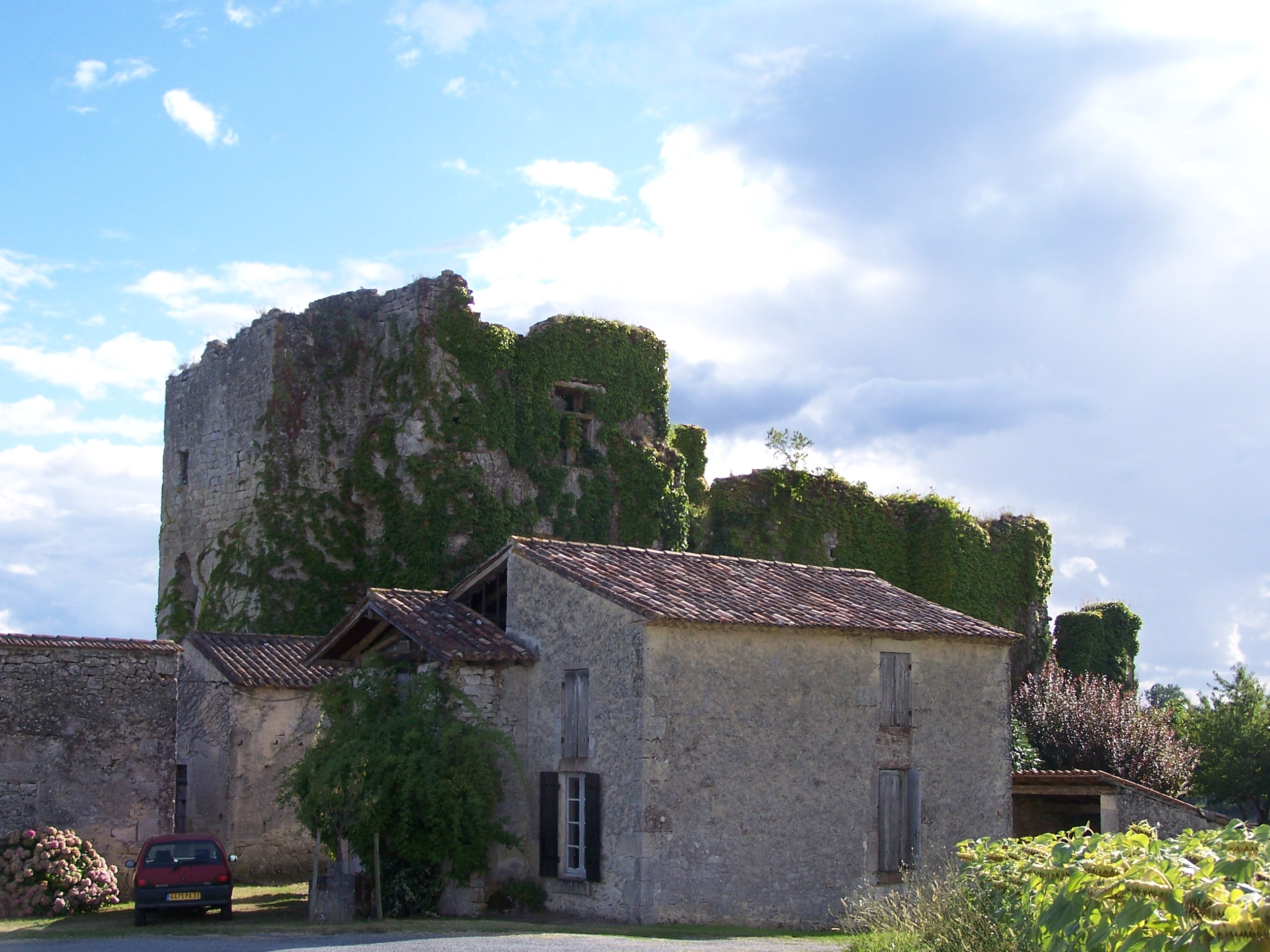
Vue du nord (août 2010)
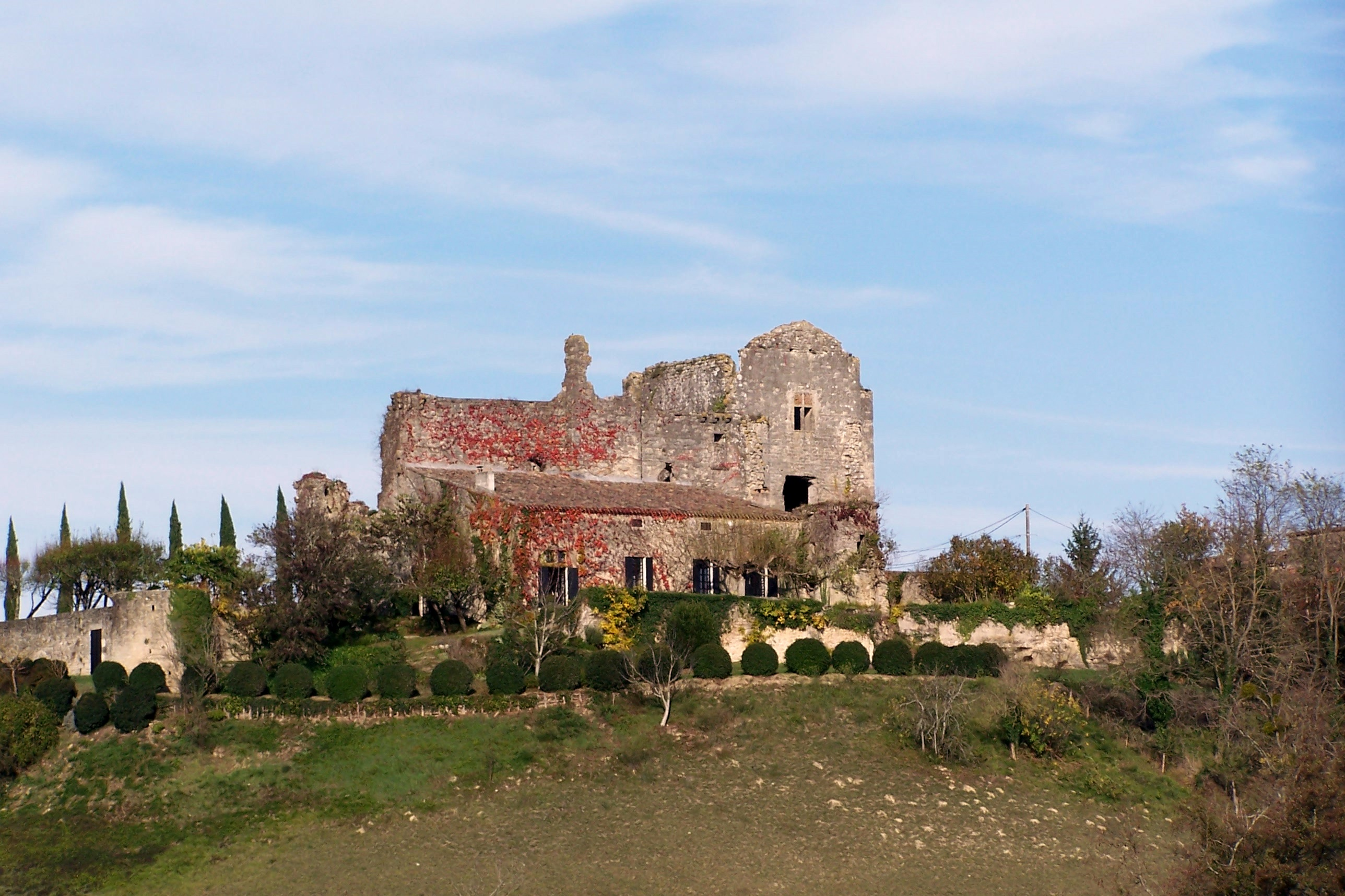
Vue du sud-est (nov. 2011)